# August Christian Bartels

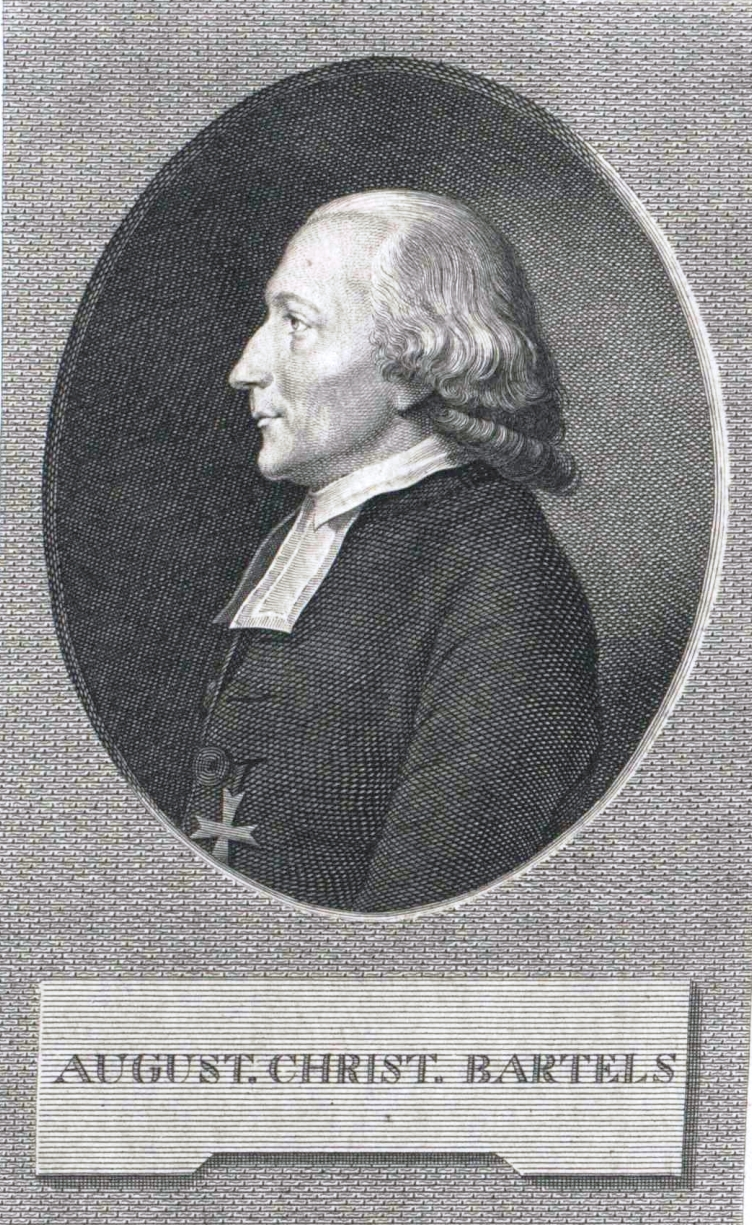
August Christian Bartels, Stich von Johann Heinrich Lips

August Christian Bartels (* 9. Dezember 1749 in Harderode; † 16. Dezember 1826 in Wolfenbüttel) war ein deutscher lutherischer Theologe und hoher Kirchenbeamter in Braunschweig.

## Leben
Bartels war Pfarrersohn und studierte von 1769 bis 1773 in Halberstadt und Göttingen Theologie, wurde im Dezember 1773 Prediger an der Jacobikirche in Einbeck und 1778 durch Wahl der Gemeinde an der Martinikirche in Braunschweig, wo er sich einen Ruf als Kanzelredner erwarb, aber auch eine ausgedehnte Kontroverse mit seinem Kollegen Johann Wilhelm Wolfgang Breithaupt hatte, der die personhafte Existenz des Teufels vertrat und auch mit einer 1788 herausgegebenen Schrift Bartels nicht zum Einlenken bewegen konnte.
Daraufhin ernannte Herzog Karl Wilhelm Ferdinand ihn 1789 als Nachfolger des beliebten Abt Jerusalem zum Hofprediger und Abt des Klosters Riddagshausen. Außerdem wurde Bartels Erster geistlicher Rat im Konsistorium der Braunschweigischen Landeskirche in Wolfenbüttel, Direktor des Predigerseminars Riddagshausen, Propst des Kreuzklosters und des Aegidienklosters und Mitglied der Prälatenbank der Landstände des Herzogtums Braunschweig, später des landständischen Ausschusses und 1818 Vizepräsident des Konsistoriums.
Er bemühte sich nachhaltig um religiöse Aufklärung und Bildung der evangelischen Geistlichkeit, besonders durch Einführung der Synodalordnung (1801) und der Kirchen- und Schulvisitation, arbeitete für die Verbesserung des Schulwesens und arbeitete an der Landesverfassung mit.
Bartels’ ältester Sohn war der Mediziner Ernst Daniel August Bartels (1774–1838), sein jüngster Sohn (1781–1868) wurde wie sein Vater Abt des Klosters Riddagshausen und wie dessen Gegner Breithaupt Superintendent der Inspektion Querum und wurde gleichfalls als Prediger bekannt.

## Werke
Bartels veröffentlichte unter anderem
- Ueber den Werth und die Wirkung der Sittenlehre Jesu. Eine Apologie derselben gegen das s. g. einzig wahre System der christlichen Religion. (2 Teile, 1788/89).
- F. R. A. Henke’s Predigten auf alle Sonntage und Feste im Jahre. 1787–89, als Mitherausgeber.
- Die Verdienste der Universität Helmstedt um die Beförderung der christlichen Denkfreiheit in unserm Vaterlande. 1822.

sowie zahlreiche Predigten und Beiträge zu verschiedenen Zeitschriften.

## Ehrungen
1810 erteilte ihm die Universität Helmstedt den Doktortitel in Theologie.
Anlässlich seines 50-jährigen Dienstjubiläums am 21. Dezember 1823 stiftete die Geistlichkeit des Landes das Bartels’sche Stipendium für Studierende der Theologie. Jacob Ludwig Römer verfasste den Gesang am festlichen Male bei der Amtsjubelfeier des Herrn ... Abt Bartels den 21sten December 1823. 1824 erschien eine „Denkschrift für die Freunde und Verehrer des Abts und Vicepräsidenten Bartels“ von Ph. M. Bank.
In der Wolfenbütteler Hauptkirche wurde ein Bartels-Porträt des Malers Neumann aufgehängt.